# Ruby Murray
Ruby Murray (29. marts 1935 – 17. december 1996) var en af de mest populære sangere i Storbritannien og Irland i 1950'erne. Alene i 1955 udsendte hun syv top-10 hit-singler i Storbritannien.

## Barnestjerne
Ruby Florence Murray blev født i Donegall Road i det sydlige Belfast i Nordirland. Hendes stemmes enestående lyd skyldtes delvis en halsoperation, som hun fik foretaget i den tidlige barndom. Hun turnerede som barnesanger og optrådte første gang på tv tolv år gammel efter at være blevet opdaget af Tv-produceren Richard Afton. På grund af lovgivning, som regulerede børns optræden på scenen, måtte Murray imidlertid udsætte starten på sin karriere i underholdningsindustrien. Hun vendte tilbage til Belfast  og modtog undervisning på fuld tid, til hun var fjorten år gammel.

## Hitlistesucces
Efter at hun var genopdaget af Afton, blev der indgået kontrakt med grammofonselskabet Columbia, og hendes første single, Heartbeat, nåede trediepladsen på Englands hitliste i december 1954. Afton havde tilbudt hende en stilling som fast sanger í BBC's fjernsynsshow Quite Contrary som erstatning for Joan Regan. Softly, Softly, hendes anden single, nåede hitlistens førsteplads i begyndelsen af 1955. Samme år satte Murray a hitlisterekord ved at have fem hits blandt top-20 i den samme uge, hvilket var en bedrift, som ikke blev overgået af andre i mange år.
1950'erne var en travl periode for Murray, hvor hun havde sit eget tv-show, spillede en hovedrolle på London Palladium sammen med Norman Wisdom, optrådte i en Royal Command Performance (1955), og turnerede med koncerter over hele verden. I en hel period på 52 uger, begyndende i 1955, havde Murray hele tiden mindst en single på den engelske hitliste, og det på en tid, hvor kun de første 20 singler blev medtaget på listen.
Hun havde sammen med Frankie Howerd og Dennis Price hovedrollen i hendes eneste filmrolle som Ruby i farcen fra 1956: A Touch of the Sun. Der fulgte et par hits senere i det tiår, og Goodbye Jimmy, Goodbye, som lå nummer 10 i 1959, blev hendes sidste optræden på hitlisten.
EMI skabte et opsamlingsalbum af hendes hits på CD i 1989, med sange, som jævnligt indgik i hendes optræden, som f.eks. Mr. Wonderful, Scarlet Ribbons og It's the Irish in Me. De opdaterede denne med udgivelsen af EMI Presents The Magic Of Ruby Murray i 1997, og et tripelalbum, Anthology – The Golden Anniversary Collection, i  2005 i anledning af 50-året for, at hun toppede hitlisterne.
Ruby Murrays navn lever også videre i rimende slang som rimende på det engelske ord "curry", sædvanligvis med brug kun af fornavnet 'ruby' i stedet for det fulde navn.
Et skuespil om Murrays life, Ruby, skrevet af Belfast-forfatteren Marie Jones, havde premiere  på Group Theatre i Belfast i april 2000.

## Privatliv
I sommeren 1957 mødte Murray Bernie Burgess, mens hun arbejdede i Blackpool, og forlod nogen tid efter Nordirland for at bo sammen med ham i England. Burgess blev hendes manager, og parret optrådte sammen i 1960'erne. Efter at hendes første ægteskab var blevet opløst, giftede hun sig med Ray Lamar og boede med ham i Torquay i Devon.
Murray fortsatte med at optræde til kort før sin død. Hun døde af leverkræft, 61 år gammel i december 1996 i Torquay efter en lang kamp mod alkoholisme.

## Diskografi – singler
De anførte numre i parentes er placeringen på den engelske hitliste.
- Heartbeat (1954) (nummer 3)
- Softly, Softly (1955) (nummer 1)
- Happy Days and Lonely Nights (1955) – (nummer 6)
- Let Me Go Lover (1955) – (nummer 5)
- If Anyone Finds This, I Love You (1955) – (nummer 4) (sammen med Anne Warren[3]
- Evermore (1955) – (nummer 3)
- I'll Come When You Call (1955) – (nummer 6)
- You are My First Love (1956) – (nummer 16)
- Real Love (1958) – (nummer 18)
- Goodbye Jimmy, Goodbye (1959) – (nummer 10)